# 郭竞雄

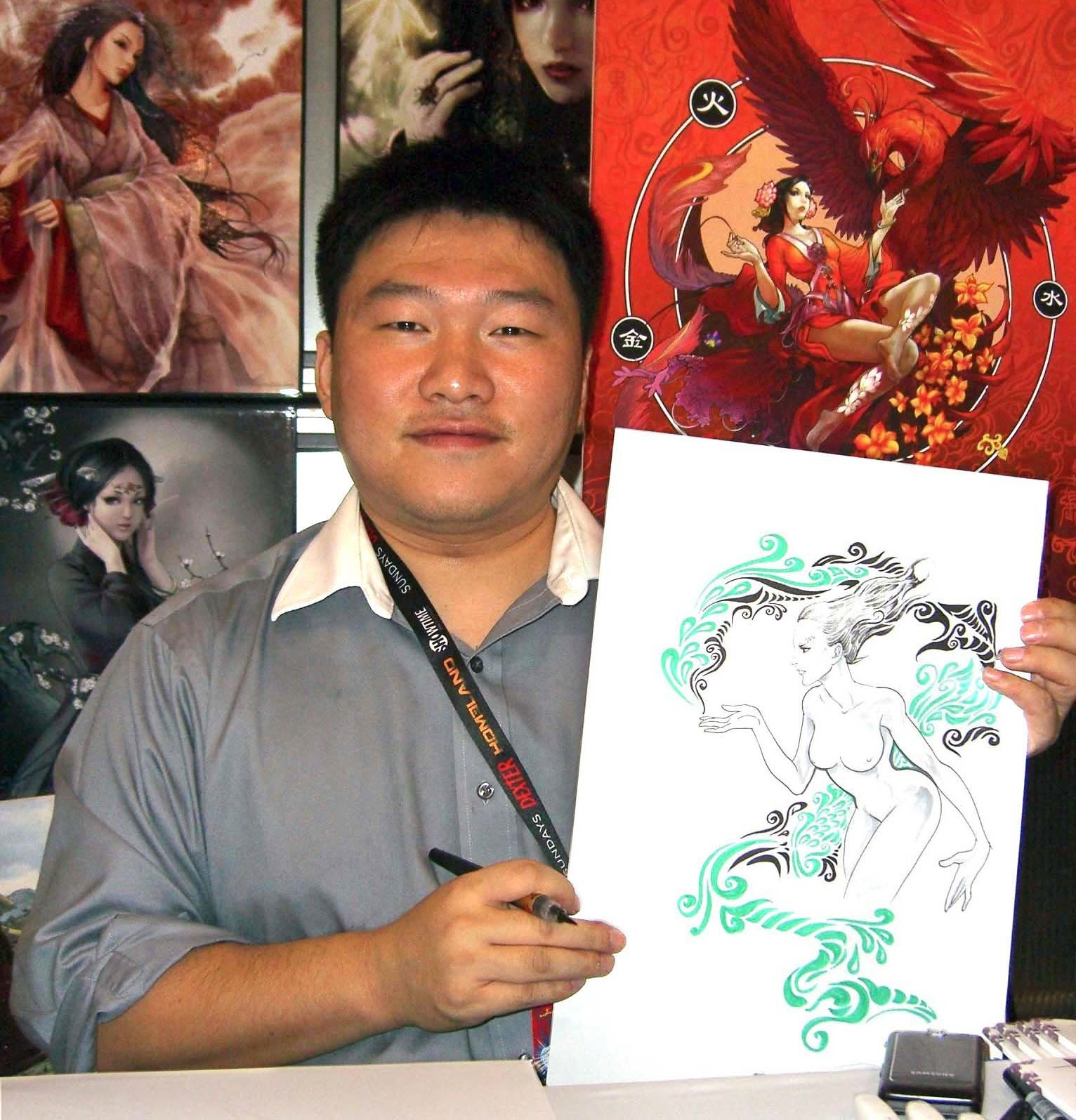
在2011年纽约漫画展的郭竞雄

郭竞雄（1975年12月25日—）笔名大雄，是中国漫画家，1999年创办长春旗卡通创作联盟。其《戏画聊斋》是北派漫画的开山之作，2001年获得《卧虎藏龙》的人物设定权。2002年推出《清末四大谴责小说》绘画本。2022年参与纪录片《長春》制作。